# 亀田製菓
亀田製菓株式会社（かめだせいか 英: KAMEDA SEIKA CO.,LTD.）は、新潟県新潟市江南区に本社を置き、主にせんべい、あられなどの米菓、菓子を製造する日本の企業。日本最大の米菓メーカーである。

## 概要
1946年に、中蒲原郡亀田町の農民が共同で出資し亀田郷農民組合を結成し、元町地内（現元町工場および関連各社所在地）に委託加工所を開き、水飴の製造を開始した。組合は1950年に法人組織に改組され、亀田町農産加工農業協同組合に改称、製造品目も水飴から米菓に転換した。1961年に、あられ「サラダホープ」を発売すると記録的な売り上げを達成し、大手メーカーとしての礎を築く。1970年代に大規模な設備投資を行い製造体制を強化。1975年度は総売上165億1900万円を記録し、米菓売上額日本一となった。
現在に至るまで米菓・スナック菓子を主力商品としているが、今後国内の少子化によって米菓需要が頭打ちになることを想定し、商品群の多角化や海外展開にも重点を置いており、菓子以外にも米飯や乳製品、健康食品の製造も手掛けている。
2022年6月にはインド出身で1984年に来日したジュネジャ・レカ・ラジュが代表取締役会長CEOに就任。同国出身のCEO誕生は米菓業界で初であった。

## 工場
出典：
- 亀田工場（新潟県新潟市）
- 水原工場（新潟県阿賀野市）
- 白根工場（新潟県新潟市）

## 沿革
- 1946年（昭和21年） - 亀田郷農民組合が結成され水飴の製造を開始。
- 1950年（昭和25年） - 亀田郷農民組合が法人化され、亀田町農産加工農業協同組合を設立。製造品目を米菓に転換。
- 1957年（昭和32年） - 亀田町農産加工農業協同組合を母体として亀田製菓株式会社が設立され[9]、本格的な米菓メーカーとしてスタートを切る。
- 1961年（昭和36年） - あられ「サラダホープ」の製造を開始[9]。
- 1965年（昭和40年）
  - 量産化に対応すべく運行式乾燥機を導入。
  - パッケージイメージの統一を目指して「亀田製菓」のロゴを赤い六角形で囲った亀甲マークが制定[9]。
- 1966年（昭和41年） - 「ピーナッツ入り柿の種」発売[9]。
- 1967年（昭和42年） - 「サラダうす焼」発売[9]。
- 1969年（昭和44年） - 広告・宣伝がスタート。「亀田のあられ・おせんべい」のキャッチフレーズを採用[9]。
- 1971年（昭和46年） 
  - 米どころ新潟の情景を描いたTVCM「ふるさとシリーズ」がACC賞を獲得。
  - 北蒲原郡水原町（現阿賀野市）に水原工場開設[8][9]。
- 1972年（昭和47年） - 元町の本社が新築され、オンラインシステムを他社に先駆けて整備した。
- 1976年（昭和51年）
  - 白根市（現新潟市南区）に白根工場を開設[9]。
  - 「ハッピーターン」発売。
- 1977年（昭和52年） - 「梅の香巻」発売[9]。
- 1984年（昭和59年） - 新潟県内の米菓メーカーとしてはじめて新潟証券取引所に株式を上場。
- 1986年（昭和61年） - 年間売上額が500億円に到達。
- 1987年（昭和62年）
  - 会社設立30周年。
  - 老朽化し手狭となった本社工場に代わり、亀田町大字早通地内で造成が進められていた亀田工業団地内に亀田工場を開設。
- 1990年（平成2年） - 本社機能を亀田工場内に移す。
- 2000年（平成12年） - 新潟証券取引所が東京証券取引所と合併したのに伴い、東証第二部に上場。
- 2008年（平成20年） - 春に対米輸出の強化を図るためアメリカ・カリフォルニア州に現地法人「KAMEDA USA」を発足。
- 2012年（平成24年）
  - 4月6日 - 東証第一部に指定替え。
  - 韓国の食品メーカー「農心」と業務提携。
- 2013年（平成25年） - アルファ米等を製造する尾西食品株式会社を子会社とする[10][11]。
- 2017年（平成29年）
  - タイの連結子会社であるTHAI KAMEDA CO., LTD.で棚卸資産を過大計上したとして、不適切会計を開示[12]。
  - 会社設立60周年
  - インド・Daawat KAMEDA （India） Private Limitedを設立
- 2022年（令和4年）
  - 6月、インド出身のジュネジャ・レカ・ラジュ副社長が会長CEOに就任[13]。

## 主力商品
現在販売中の商品数は、200種類以上であるが、主力の8商品で売り上げの約50%を占める。
2020年ごろより、各商品のパッケージには英語表記が追加されている。

### 主力8商品

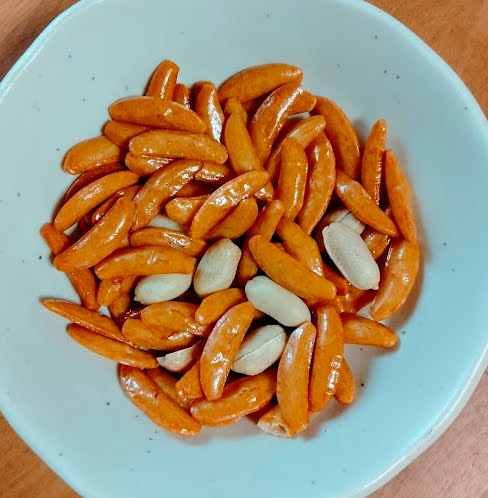
亀田製菓 亀田の柿の種

- 亀田の柿の種 - 2016年現在商品の個包装には「こばなしのたね」が印刷されている。それ以前は平本勝彦作のキャラクター「けなげ組」が印刷されていた。
- ハッピーターン
- 海苔ピーパック
- まがりせんべい
- 手塩屋
- うす焼
- おばあちゃんのぽたぽた焼
- つまみ種

### その他の商品
- あられ春秋
- 粋なマヨネーズあられ
- カレーせん
- こつぶっこ
- サラダホープ
- ソフト
- 白い風船
- Sakuri - 2008年2月発売。
- ソフトサラダ
- 堅ぶつ
- ハイハイン
- さくさく一味マヨ
- 無限エビ

## テレビ番組
- 日経スペシャル カンブリア宮殿 ロングセラーSP（2010年3月22日、テレビ東京）[18]

## 広報活動

### オフィシャルスポンサー
- Jリーグ・アルビレックス新潟 - ユニフォームスポンサー（胸部）。2016年から2018年は主力商品である「ハッピーターン」表記であった。

### CM
※人名は出演者。丸括弧（　）内の年月日表記は、CMもしくはキャンペーンの展開されている期間。

#### 現在
- 賀来賢人（2024年 - ）
  - 亀田の柿の種（いわゆる柿ピー）

#### 過去
- 6代目市川染五郎→9代目松本幸四郎（現在の2代目松本白鸚） - ソフトサラダ、梅の香巻、ハイチーズ。市川染五郎時代から松本幸四郎時代にかけて長く出演した。
- なべおさみ - こつぶっこ
- なべやかん - こつぶっこ。1982年、少年期になべおさみと親子出演。
- 武田鉄矢 - スーパーフレッシュ柿の種（いわゆる柿ピー）
- 有森也実 - コメスタ
- 石川紗彩 - スーパーフレッシュ柿の種（いわゆる柿ピー）
- 小林聡美 - 海苔ピーパック
- 工藤静香 - スーパーフレッシュ柿の種（いわゆる柿ピー）
- 海老一染之助・染太郎 - 荒挽きスナック
- 田中律子 - 荒挽きスナック（1991年）
- 酒井法子 - 海苔ピーパック（1996年）
- もたいまさこ - 海苔ピーパック
- YOU
- 内藤剛志
- 斎藤晴彦
- 安田成美 - スーパーフレッシュ柿の種（いわゆる柿ピー）（2011年 - ? ）
- 多部未華子 - ハッピーターン（2012年10月18日 - 2013年10月31日 - ? ）。cf.
- テゴマス - ハッピーターン（2014年9月15日 - 11月16日）。cf.
- 有村架純 - 亀田の柿の種（2013年 - 2019年）
- マツコ・デラックス - 亀田の柿の種（2020年 - 2022年）
- 千鳥 - 亀田の柿の種・ハッピーターン（2023年）

### 提供番組
- 現在は無し

#### 過去
- 午後は○○おもいッきりテレビ（日本テレビ系列、隔日・1990年代）
- ダウンタウンDX（よみうりテレビ・日本テレビ系）
- アッコにおまかせ!（TBS系列）
- すてきな出逢い いい朝8時（毎日放送制作・TBS系列、放送開始から1993年頃まで）
- 妻そして女シリーズ（毎日放送制作･TBS系列、隔日・末期〈1991年〉）
- フジテレビ水曜8時枠の連続ドラマ（フジテレビ系列）
- クイズ!年の差なんて（フジテレビ系列）
- フジテレビ水曜夜8時枠時代劇（フジテレビ系列）
- 火曜ワイドスペシャル→黄金ボキャブラ天国→家族そろってボキャブラ天国（フジテレビ系列）
- ひらけ!ポンキッキ（フジテレビ系列、ヒッチハイク）
- 東海テレビ制作昼の帯ドラマ（東海テレビ制作・フジテレビ系列、隔日・1988年頃）
- クイズ$ミリオネア（フジテレビ系列）
- FNNスピーク（フジテレビ系列）
- シルシルミシルさんデー（テレビ朝日系列）
- アフタヌーンショー（テレビ朝日系列）
- クイズタイムショック（テレビ朝日系列、末期〈1985年〉）
- 開運!なんでも鑑定団（テレビ東京）
- アーノルド坊やは人気者（新潟テレビ21・1990年前後）
- 津田健次郎 SPEA/KING（TOKYO FM・JFN系列、2024年11月 - 2025年1月前半[注釈 3]）

ほか

## 諸問題・騒動
- 2012年に海外への販路拡大のため韓国の食品メーカー「農心」と業務提携[19] したが、農心は異物混入などの衛生問題をたびたび起こしていたことから、広報ブログが炎上する騒動も発生した[20]。
- 2024年12月、ジュネジャ・レカ・ラジュ代表取締役会長CEOが、フランス通信社（AFP）の取材に対し、日本は（自身が来日した40年前と比較して）世界に挑戦するハングリー精神がなくなったと指摘。高度成長期の栄光を取り戻すには思考を改め、より多くの移民を受け入れる必要があり、それ以外に選択肢はないと提言した[21]。このインタビューは波紋を広げ、さらに中国産材料・中国工場の存在が発掘される形でネット炎上し、株価の下落なども引き起こした[22]。一方でマスコミではジュネジャのインタビューは刺激的だったとしながらも、近い将来に予測されている労働人口不足の解決方法について、ジャネジャが突きつけた究極の選択の是非を日本人が真剣に考える時が来たと指摘する意見[23]、ジュネジャは、海外から人材を受け入れることを主張しているのであって、移民を受け入れるべきという主張とは違う、記事はAFPの価値観が反映されたものとする意見もある[22]。